# مانائوس
مانائوس (به پرتغالی: Manaus) مرکز ایالت آمازوناس برزیل و بزرگترین شهر ناحیه آمازون واقع در شمال شرق کشور است.
این شهر در سال ۱۶۶۹ توسط پرتغالی‌ها بر رود ریو نگرو، در نزدیکی تلاقی با رود آمازون، ساخته شد.
سکنه آن در حدود دو میلیون نفر و مساحت شهرستان آن ۲۳۴۳ کیلومتر مربع است.

## پیشینه
مانائوس پیرامون سال ۱۶۵۰ خیمه‌گاهی بود که شکارچیان برده از آن‌جا راهی منطقه اطراف می‌شدند تا با به اسارت گرفتن سرخ‌پوست‌های محل آن‌ها را به بردگی ببرند.
د
ر سال ۱۶۶۹ پرتغالی‌ها در این محل دژی ساختند به نام «سائو ژوزه دا بارّا» تا از خود در برابر حمله‌های اسپانیاییان که در راستای رود آمازون می‌آمدند حفاظت کنند. در سال ۱۸۳۲ این سکونتگاه به عنوان شهر به رسمیت شناخته شده و به افتخار قوم قبیله سرخ‌پوست مانائو، شهر مانائوس نامیده شد.

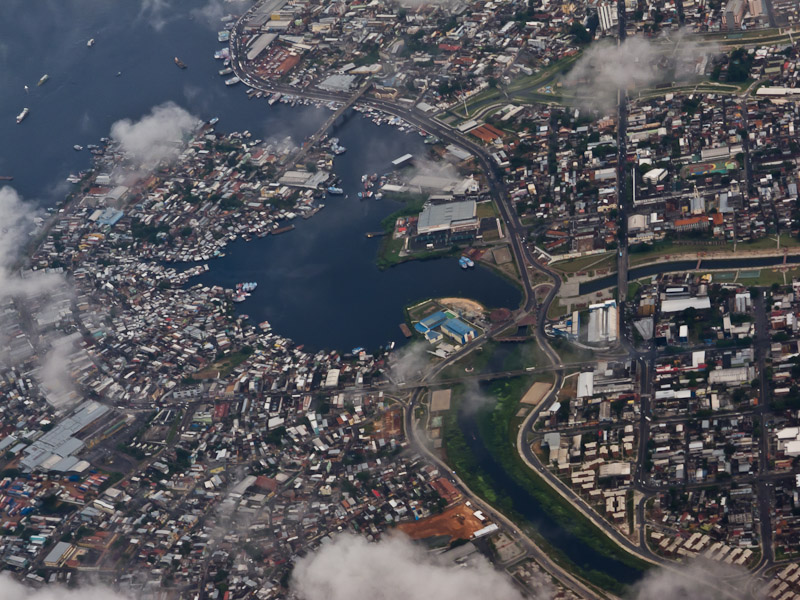

در اواخر سده ۱۹ میلادی رونق شدید بازرگانی کائوچو در این منطقه باعث شد تا شهر مانائوس به ثروتی افسانه‌ای دست یابد. ساختمان اپرای شهر به نام «تئاتر آمازون» که در سال ۱۸۹۶ سبک نئوکلاسیک ساخته شده نشانه‌ای است که ثروتمندی شهر در این دوره را به نمایش می‌گذارد.
سقوط قیمت کائوچو در سال ۱۹۱۳ باعث شد تا شهر رونق پیشین خود را از دست بدهد.
از سال ۱۹۶۷ به این‌سو یک منطقه آزاد اقتصادی در این شهر برپا شده و صنایع مختلف به مانائوس و منطقه اطراف راه یافته‌اند.
مانائوس دارای یکی از غنی ترین زیست بوم های جانوری است و از این لحاظ یکی از خطرناک ترین شهرهای دنیا محسوب میشود. ورود خزندگانی از قبیل مار و جانورانی همانند عقرب و انواع عنکبوت ها به منازل مسکونی در این شهر بسیار اتفاق می افتد.